# 기류시
기류시(일본어: 桐生市)은 일본 군마현 동부에 있는 시이다.
일본의 유수한 방직업 도시이고 나라 시대부터 견직물의 명산지로 알려져 기류직으로 불리는 고급 직물로 교토의 니시진과 대등하게 여겨졌다. 역사가 오래되고 문화재가 많다는 점에서 "동쪽의 작은 교토", 일본 최초의 매뉴팩처에 의한 섬유업이 발전했다는 점에서 "일본의 맨체스터"로 불린다.
1921년에 시가 될 당시의 구역은 옛 야마다군에 해당했다. 현재의 시역은 옛 야마다군, 아시카가군, 아소군, 세타군으로 구성된다. 인구는 약 12만 명이고 인접하는 미도리시와 옛 야부즈카혼정을 포함한 옛 기류 광역권의 인구는 20만 명이다.

## 지리
간토평야 북단의 한 구석에 있고 북쪽에는 아시오 산지가 늘어서 있다. 또 시내에는 와타라세강과 기류강이 흐른다.
면적의 70% 이상이 산지이고 적은 평지의 대부분에 인구가 집중되어 있으며 기류 시가지는 기류강이 아시오 산지에서 간토평야로 흐르기 시작하는 지점에 형성된 계곡 입구에 있는 취락을 기초로 발달해 있다.
2005년에 합병한 니사토 지구, 구로호네 지구(옛 니사토촌, 구로호네촌)는 기류시 중심부와는 사이에 미도리시를 두고 월경지가 되어 있다. 합병 이전의 기류시 면적(137.47km)과 월경지로 더해진 옛 니사토촌, 구로호네촌의 합계 면적(137.10km)이 거의 같고, 이러한 대규모 월경지가 있는 자치체는 일본에서도 몇 개 정도 밖에 없다.

### 인접한 자치체
- 군마현
  - 누마타시
  - 마에바시시
  - 미도리시
  - 오타시
  - 이세사키시
- 도치기현
  - 사노시
  - 아시카가시

## 역사
- 1889년 4월 1일 - 정촌제 시행으로 야마다군 기류정, 우메다촌, 아이오이촌, 가와우치촌, 사카이노촌, 히로사와촌, 미나미세타군 구로호네촌, 니사토촌이 성립하였다.
- 1896년 4월 1일 - 히가시군마군, 미나미세타군과 합병해 세타군이 성립하였다.
- 1921년 3월 1일 - 기류정이 시로 승격해 기류시가 되었다.
- 1933년 4월 1일 - 사카이노촌을 편입하였다.
- 1937년 4월 1일 - 히로사와촌을 편입하였다.
- 1954년 10월 1일 - 야마다군 우메다촌, 아이오이촌, 가와우치촌의 일부가 기류시에 편입되었다.
- 2005년 6월 13일 - 니사토촌(新里村), 구로호네촌(黒保根村)을 편입하였다..

## 교통

### 도로
- 국도 제50호선
- 국도 제122호선
- 국도 제353호선

### 철도
- 도부 철도 기류선
  - 신키류역 - 아이오이역
- 동일본 여객철도 료모선
  - 기류역
- 와타라세 계곡 철도 와타라세 계곡선
  - 기류역 - 시모신덴역 - 아이오이역 - 운도코엔역 - (미도리시에 2개 역 있음) - 모토주쿠역 - 미즈누마역
- 조모 전기 철도 조모선
  - 니이사토역 - 닛카와역 - 히가시닛카와역 - (미도리시에 1개 역 있음) - 기류큐조마에역 - 덴노주쿠역 - 후지야마시타역 - 마루야마시타역 - 니시키류역

## 인구
| 연도 | 인구    | ±%     |
| ---- | ------- | ------ |
| 1920 | 37,674  | —      |
| 1930 | 52,906  | +40.4% |
| 1940 | 86,086  | +62.7% |
| 1950 | 95,533  | +11.0% |
| 1960 | 138,224 | +44.7% |
| 1970 | 146,489 | +6.0%  |
| 1980 | 147,744 | +0.9%  |
| 1990 | 142,838 | −3.3%  |
| 2000 | 134,298 | −6.0%  |
| 2010 | 131,720 | −1.9%  |

## 기후
| 기류시의 기후                                                | 기류시의 기후 | 기류시의 기후 | 기류시의 기후 | 기류시의 기후 | 기류시의 기후 | 기류시의 기후 | 기류시의 기후 | 기류시의 기후 | 기류시의 기후 | 기류시의 기후 | 기류시의 기후 | 기류시의 기후 | 기류시의 기후   |
| 월                                                           | 1월           | 2월           | 3월           | 4월           | 5월           | 6월           | 7월           | 8월           | 9월           | 10월          | 11월          | 12월          | 연간            |
| ------------------------------------------------------------ | ------------- | ------------- | ------------- | ------------- | ------------- | ------------- | ------------- | ------------- | ------------- | ------------- | ------------- | ------------- | --------------- |
| 역대 최고 기온 °C (°F)                                       | 18.7 (65.7)   | 22.8 (73.0)   | 26.5 (79.7)   | 32.2 (90.0)   | 35.4 (95.7)   | 37.6 (99.7)   | 39.9 (103.8)  | 40.5 (104.9)  | 37.4 (99.3)   | 32.9 (91.2)   | 27.6 (81.7)   | 24.1 (75.4)   | 39.9 (103.8)    |
| 일평균 최고 기온 °C (°F)                                     | 9.0 (48.2)    | 9.9 (49.8)    | 13.6 (56.5)   | 19.2 (66.6)   | 24.0 (75.2)   | 26.6 (79.9)   | 30.2 (86.4)   | 31.6 (88.9)   | 27.4 (81.3)   | 21.7 (71.1)   | 16.4 (61.5)   | 11.4 (52.5)   | 20.1 (68.2)     |
| 일일 평균 기온 °C (°F)                                       | 3.4 (38.1)    | 4.3 (39.7)    | 7.8 (46.0)    | 13.2 (55.8)   | 18.1 (64.6)   | 21.5 (70.7)   | 25.2 (77.4)   | 26.2 (79.2)   | 22.5 (72.5)   | 16.7 (62.1)   | 10.8 (51.4)   | 5.7 (42.3)    | 14.6 (58.3)     |
| 일평균 최저 기온 °C (°F)                                     | −1.8 (28.8)   | −1.1 (30.0)   | 2.3 (36.1)    | 7.5 (45.5)    | 12.7 (54.9)   | 17.2 (63.0)   | 21.1 (70.0)   | 22.2 (72.0)   | 18.6 (65.5)   | 12.4 (54.3)   | 5.7 (42.3)    | 0.5 (32.9)    | 9.8 (49.6)      |
| 역대 최저 기온 °C (°F)                                       | −7.6 (18.3)   | −8.6 (16.5)   | −8.3 (17.1)   | −2.2 (28.0)   | 3.2 (37.8)    | 9.5 (49.1)    | 11.3 (52.3)   | 14.5 (58.1)   | 8.3 (46.9)    | 2.1 (35.8)    | −2.7 (27.1)   | −7.6 (18.3)   | −8.6 (16.5)     |
| 평균 강수량 mm (인치)                                        | 33.2 (1.31)   | 28.4 (1.12)   | 63.9 (2.52)   | 83.9 (3.30)   | 110.0 (4.33)  | 152.8 (6.02)  | 201.3 (7.93)  | 180.1 (7.09)  | 178.6 (7.03)  | 155.3 (6.11)  | 53.1 (2.09)   | 28.5 (1.12)   | 1,269.1 (49.96) |
| 평균 강수일수 (≥ 1.0 mm)                                     | 3.5           | 4.0           | 7.8           | 8.8           | 10.3          | 13.2          | 14.7          | 12.1          | 12.0          | 9.6           | 6.0           | 3.8           | 105.8           |
| 평균 월간 일조시간                                           | 223.0         | 210.4         | 210.5         | 203.9         | 194.5         | 136.2         | 150.7         | 177.0         | 137.9         | 153.6         | 183.2         | 204.3         | 2,185.1         |
| 출처: 일본 기상청 (평년값: 1991년~2020년, 극값: 1976년~현재) |               |               |               |               |               |               |               |               |               |               |               |               |                 |

## 자매 도시
- 일본 도쿠시마현 나루토시
- 미국 조지아주 콜롬버스
- 일본 이바라키현 히타치시

## 주요 인물
- 시노하라 료코(篠原 涼子)